# Nueva Ciudad Guerrero
Nueva Ciudad Guerrero es una localidad situada al norte del estado mexicano de Tamaulipas. Es la cabecera del municipio de Guerrero; Está a escasos kilómetros de la presa Falcón. Según el censo del INEGI de 2020, la localidad tenía una población total de 3,451 habitantes.

## Localización
Nueva Ciudad Guerrero se localiza en el municipio de Guerrero al norte del estado de Tamaulipas. Sus coordenadas son: 26°33′49″N 99°13′45″O / 26.56361, -99.22917. Está a una altura media de 110 ms.n.m.

### Distancias
- Reynosa, 137 km
- Nuevo Laredo, 142 km
- Heroica Matamoros, 222 km
- Ciudad Victoria, 467 km
- Tampico, 650 km

## Clima
| Parámetros climáticos promedio de Nueva Ciudad Guerrero, Tamaulipas | Parámetros climáticos promedio de Nueva Ciudad Guerrero, Tamaulipas | Parámetros climáticos promedio de Nueva Ciudad Guerrero, Tamaulipas | Parámetros climáticos promedio de Nueva Ciudad Guerrero, Tamaulipas | Parámetros climáticos promedio de Nueva Ciudad Guerrero, Tamaulipas | Parámetros climáticos promedio de Nueva Ciudad Guerrero, Tamaulipas | Parámetros climáticos promedio de Nueva Ciudad Guerrero, Tamaulipas | Parámetros climáticos promedio de Nueva Ciudad Guerrero, Tamaulipas | Parámetros climáticos promedio de Nueva Ciudad Guerrero, Tamaulipas | Parámetros climáticos promedio de Nueva Ciudad Guerrero, Tamaulipas | Parámetros climáticos promedio de Nueva Ciudad Guerrero, Tamaulipas | Parámetros climáticos promedio de Nueva Ciudad Guerrero, Tamaulipas | Parámetros climáticos promedio de Nueva Ciudad Guerrero, Tamaulipas | Parámetros climáticos promedio de Nueva Ciudad Guerrero, Tamaulipas |
| Mes                                                                 | Ene.                                                                | Feb.                                                                | Mar.                                                                | Abr.                                                                | May.                                                                | Jun.                                                                | Jul.                                                                | Ago.                                                                | Sep.                                                                | Oct.                                                                | Nov.                                                                | Dic.                                                                | Anual                                                               |
| ------------------------------------------------------------------- | ------------------------------------------------------------------- | ------------------------------------------------------------------- | ------------------------------------------------------------------- | ------------------------------------------------------------------- | ------------------------------------------------------------------- | ------------------------------------------------------------------- | ------------------------------------------------------------------- | ------------------------------------------------------------------- | ------------------------------------------------------------------- | ------------------------------------------------------------------- | ------------------------------------------------------------------- | ------------------------------------------------------------------- | ------------------------------------------------------------------- |
| Temp. máx. abs. (°C)                                                | 35.0                                                                | 38.0                                                                | 39.0                                                                | 42.0                                                                | 44.0                                                                | 43.0                                                                | 42.0                                                                | 42.0                                                                | 41.0                                                                | 39.0                                                                | 38.5                                                                | 35.0                                                                | 44.0                                                                |
| Temp. máx. media (°C)                                               | 19.3                                                                | 22.3                                                                | 26.9                                                                | 30.9                                                                | 33.2                                                                | 35.7                                                                | 36.9                                                                | 36.4                                                                | 33.8                                                                | 29.9                                                                | 25.2                                                                | 20.5                                                                | 29.3                                                                |
| Temp. media (°C)                                                    | 13.2                                                                | 15.8                                                                | 20.2                                                                | 24.5                                                                | 27.2                                                                | 29.4                                                                | 30.3                                                                | 30.0                                                                | 28.0                                                                | 24.0                                                                | 19.1                                                                | 14.5                                                                | 23.0                                                                |
| Temp. mín. media (°C)                                               | 7.2                                                                 | 9.3                                                                 | 13.5                                                                | 18.1                                                                | 21.2                                                                | 23.2                                                                | 23.8                                                                | 23.6                                                                | 22.2                                                                | 18.1                                                                | 13.0                                                                | 8.5                                                                 | 16.8                                                                |
| Temp. mín. abs. (°C)                                                | -7.5                                                                | -2.0                                                                | 0.0                                                                 | 5.5                                                                 | 9.0                                                                 | 15.0                                                                | 15.0                                                                | 12.0                                                                | 11.0                                                                | 5.0                                                                 | 0.0                                                                 | -7.0                                                                | -7.5                                                                |
| Precipitación total (mm)                                            | 19.3                                                                | 32.9                                                                | 12.8                                                                | 39.4                                                                | 73.3                                                                | 66.5                                                                | 55.3                                                                | 57.8                                                                | 108.6                                                               | 44.4                                                                | 25.1                                                                | 26.1                                                                | 561.5                                                               |
| Días de precipitaciones (≥ 1 mm)                                    | 6.0                                                                 | 4.2                                                                 | 2.4                                                                 | 3.7                                                                 | 5.7                                                                 | 3.8                                                                 | 4.8                                                                 | 4.7                                                                 | 6.4                                                                 | 4.2                                                                 | 4.3                                                                 | 5.2                                                                 | 55.4                                                                |
| Fuente: Servicio meteorológico nacional                             |                                                                     |                                                                     |                                                                     |                                                                     |                                                                     |                                                                     |                                                                     |                                                                     |                                                                     |                                                                     |                                                                     |                                                                     |                                                                     |